# شهرستان گاسکوناد (میزوری)
شهرستان گاسکوناد، میزوری (به انگلیسی: Gasconade County, Missouri) یک سکونتگاه مسکونی در ایالات متحده آمریکا است که در میزوری واقع شده‌است.